# 岡山コンベンションセンター
岡山コンベンションセンター（おかやまコンベンションセンター、Okayama Convention Center）は岡山県岡山市北区にあるコンベンション施設である。愛称はママカリフォーラム。

## 概要
JR岡山駅西口の岡山市駅元町地区第二種市街地再開発事業の一環として建てられたフォーラムシティビルの1階～4階とリットシティビルの2階にある会議室と各種ホールで構成される。愛称の「ママカリフォーラム」は岡山県で郷土料理として古くから食されてきた、瀬戸内海で獲れるサッパの別名にちなんだものである。
管理運営を行っている第三セクター・株式会社岡山コンベンションセンターは岡山市と地元企業にコンベンションやイベントを企画・運営する企業が株主となり、代表は元岡山市財政局長が就任している。
4階
- 会議室： 401-407

3階
- コンベンションホール： 745m2（33.0m×21.8m、天井高6.5m）
- 会議室： 301・302
- 控え室： 311-315

2階
- レセプションホール： 330m2（20.7m×15.2m、天井高3.6m、リットシティ内）
- 展示ホール： 253m2（24.0m×12.0m、天井高3.0m）
- アトリウム
- 201会議室

1階
- イベントホール： 595m2（36.0m×16.5m、天井高6.5m）
- 屋外広場
- 控え室： 111-113

## フォーラムシティビル
- 敷地面積：6,554.30m2
- 延床面積：32,696.29m2
- 規模：地上21階 地下2階
- 建物用途：駐車場（B2・B1　256台）、広場（1F）、公益施設（1F-4F）、住宅（5F-21F　90戸）
- 竣工：2001年6月